# Frumenta nephelomicta
Frumenta nephelomicta är en fjärilsart som beskrevs av Edward Meyrick 1930. Frumenta nephelomicta ingår i släktet Frumenta och familjen stävmalar. Inga underarter finns listade i Catalogue of Life.